# Wu Hu
Wu Hu (chinesisch 五胡; pinyin Wǔ Hú; wörtlich „Fünf Hu“) ist eine Sammelbezeichnung für verschiedene nichtchinesische, aber zeitweilig über das chinesische Staatsgebiet ziehende, Steppenvölker während der Han-Dynastie bis zu den Nördlichen Dynastien.
Das chinesische Wort “Hu” (胡) bedeutet „schwer zu verstehen“ und meint die nicht Chinesisch sprechenden Völker der Steppengebiete. Das Wort „Wu“ bedeutet „fünf“. Ursprünglich wurden damit die fünf Stämme von Reiternomaden an der nördlichen Grenze Chinas bezeichnet: Xiongnu (匈奴), Xianbei (鮮卑), Di (氐), Qiang (羌) und Jie (羯). Der mächtigste der Stämme waren die Xiongnu, die zeitweise als „Hu“ bezeichnet wurden. Später wurde der Begriff „Hu“ als Sammelbegriff auf alle nördlich der chinesischen Grenzen lebenden Reitervölker angewendet.